# Schweinekasse
Schweinekassen waren lokale Versicherungsgesellschaften im Süden des heutigen Bundeslandes Niedersachsen. Sie wurden ab 1874 gegründet.
Um den Fleisch-, Wurst- und Fettbedarf zu decken, mästete fast jede Familie ein bis zwei Schweine.
Bei Verendung, Notschlachtung oder seuchengesetzlicher Zwangstötung eines Tieres, wurde der materielle Schaden aus der Schweinekasse erstattet. Diese Art der Vorsorge war traditionell in vielen Dörfern vertreten und existiert in einigen noch heute, obwohl seine Grundlagen längst entfallen sind.

## Lokale Schweinekassen
- Schweineversicherungsgesellschaft zu Uefingen und Sauingen

135 Jahre bestand die „Schweinekasse“. Sie wurde 1874 gegründet und bestand bis 2005. Nach der Inflation wurde die „Schweineversicherungsgesellschaft zu Uefingen und Sauingen“ wiedergegründet und bei der Kreisdirektion in Wolfenbüttel geführt.
- Schlachtschweineversicherungsverein  a. G. Mengershausen von 1905[2]

- Schweine-Versicherungs-Interessentschaft in Mascherode

Schweinekasse Mascherode. Am 1. März 1906 genehmigte die „Herzogliche Kreis-Direktion“ eine Satzung für die „Schweine-Versicherungs-Interessentschaft in Mascherode“. Die Schweinekasse wurde am 27. April 1980 aufgelöst. Jedes Mitglied erhielt bei der Abwicklung im Februar 1982 einen Abfindungsbetrag aus der Vereinskasse.
- Schweinekasse Uehrde

Die Kasse wurde 1889 gegründet und feierte am 1. Mai 2009 ihr 120-jähriges Bestehen.
- Schweinekasse Edemissen (Einbeck)

- Schweineversicherungsverein a. G. Lengede (auf Gegenseitigkeit)[5]

- Schweinekasse Klein Lafferde Gründung 1889

- Schweinekasse Timmerlah. Neugründung 2007 als gesellschaftlich-gemeinnütziger Verein, nur der Name erinnert noch an den ursprünglichen Zweck[6][7]
- Schweineversicherungskasse Lehre 1905. Am 8. März 1906 genehmigte die „Herzogliche Kreis-Direktion“ eine Satzungsänderung für die „Schweineversicherungskasse in Lehre“. Im August 2015 konnte das 110-jährige Bestehen gefeiert werden. Das Geschäftsjahr beginnt am 1. April eines Jahres und endet im darauf folgenden Jahr am 31. März. Die Schweinekasse besteht weiterhin und hat aktuell ca. 90 Mitglieder (Stand März 2017).[8]